# Хожай Оксана Борисівна
Оксана Борисівна Хожай (31 січня 1965, Київ, або Борзна — 17 березня 2013) — співачка, актриса, поет, композитор, заслужена артистка України.

## Музична кар'єра
Музичну освіту отримала у школі при Київській консерваторії ім. М. Лисенка для особливо обдарованих дітей.
Після школи вступила до театрального інституту ім. Карпенка-Карого на акторське відділення.
У студентські роки була провідною і брала активну участь в телевізійному конкурсі «Несподіваний Дощ». Не один раз була запрошена в музичну телепрограму «Утрєнняя почта (Ранкова пошта)».
Оксана Хожай — єдина представниця від України в професійній французькій трупі світового вар'єте «Мулен Руж»; співала з живим оркестром в Угорщині, Німеччині, Австрії та Болгарії..
У 1988-му році записала з поп-гуртом «Візит», який заснував Валерій Куцевалов, обробку народної пісні «При долині кущ калини».
У 1992 — сингл «Снігова людина».
У 1993 році випущений альбом «Пантера».
У 1995 — альбом «Дощ», супроводжуваний однойменним найкращим кліпом 1995 року, вперше — в чорно-білому стилі.
Влітку 1997 року фірма «Western Thunder» розтиражувала альбом на касеті: вихід альбому супроводжувався прем'єрою відеокліпу «Ту-ру-ру», що став першим в Україні кліпом з елементами комп'ютерної графіки.
З літа 1999 року співпрацює з державним ромським театром «Романс» Ігоря Крикунова. У грудні того року відбулася прем'єра вистави «Цигани», де Хожай виконала головну роль.
У лютому 2000 року розпочинає співпрацю з продюсером, співаком і композитором Олександром Чукаленко («Барон», Music Step). У парі з продюсером (лейбл JRC) випустила перший компакт-диск «Холодний світанок».
17 вересня 2008 її сингл «Мовчати» увійшов до топ 20 хіт-параду «Я-зірка», що проводиться MusicРадіо.

### Повернення
23 лютого 2011 року в Києві пройшов творчий вечір Оксани Хожай, який відбувся у нічному клубі «Бінго». У програмі брали участь: Павло Зібров, Віктор Павлік, Олександр Єгоров, Оксана Вояж, Анжеліка Рудницька; співачка Натаніка, фіналістка шоу Україна має талант Олена Матюшенко, фіналістка відбіркового туру Євробачення 2009 — Таня Брянцева, композитор-аранжувальник Віталій Сізик, модель і співак Роман Заданюк, фіналіст «Фабрика зірок-3» Вася Нагірняк, лауреат міжнародних конкурсів Олександр Доля.

## Особисте життя
Батько, Борис Юхимович, закінчив університет імені Шевченка. Своє життя він присвятив журналістиці, був кореспондентом, редактором газети, брав активну участь у благодійній діяльності.
Мати, Тетяна Анатоліївна, — художниця-модельєрка, коректорка газети. Голос Оксана успадкувала від матері, яка дуже музична.
Останні 5 років жила в фактичному шлюбі з 32-річним продюсером Віталієм Зарицьким.

У серпні 2012 року у співачки діагностували рідкісну хворобу — синдром Шегрена у найскладнішій формі, останні місяці життя вона була прикута до ліжка. Через те, що стан постійно погіршувався і почали відмовляти органи, було вирішено робити дуже ризиковану операцію — їй практично повністю видалили кишку. 17 березня 2013 року Оксана Хожай померла від ускладнень, спричинених хворобою. Тіло співачки було кремоване, урна похована 20 березня в Борзні, поряд зі своїм батьком. Надпис на надгробку:
|  | Кавалерственная дама двух орденов Ордена Святого Станислава I-II ст., Заслуженная артистка Украины, актриса, поэт, певица Хожай Оксана Борисовна |

(рос.).

## Нагороди
Оксану Хожай нагороджено «За заслуги в розвитку культурного співробітництва України з іншими державами, творчі досягнення в галузі культури та вагому добродійну діяльність» — Орденом Святого Станіслава V ступеня з врученням їй Лицарського Хреста. Вписано ім'я О. Б. Хожай, кавалерственої дами Ордену Святого Станіслава V ступеня до «Золотої книги кавалерів Ордену Святого Станіслава в Україні».
2005 року — заслужена артистка України.
У 2008 році Оксана Хожай перемогла в українській версії телешоу «Звана вечеря».